# Ancistroceroides vicinus
Ancistroceroides vicinus är en stekelart som först beskrevs av Reed.  Ancistroceroides vicinus ingår i släktet Ancistroceroides och familjen Eumenidae. Inga underarter finns listade i Catalogue of Life.